# Paul Piché
Pour les articles homonymes, voir Piché.
Paul Piché (né le 5 septembre 1953 à Montréal) est un auteur-compositeur-interprète québécois. Ayant commencé sa carrière de chansonnier dans les années 1970, il est un artiste qui a marqué sa génération ainsi que la chanson québécoise par une œuvre vaste, dont ses deux premiers albums À qui appartient l'beau temps? et L'Escalier, ainsi que des chansons telles Heureux d'un printemps, Mon Joe, Y'a pas grand-chose dans l'ciel à soir, L'Escalier, Moi j'raconte des histoires, J'appelle et Ne fais pas ça,,,.
En plus d'explorer l'âme humaine, son œuvre comporte une dimension socio-politique explicite, teintée par les idées souverainistes de l'auteur.

## Biographie

### Jeunesse
Paul Piché est né le 5 septembre 1953 à Montréal, dans le quartier Hochelaga-Maisonneuve. Il grandit à Laval avec son frère et ses deux sœurs aînées.
Il vit son adolescence à La Minerve. Élevé par un père fédéraliste convaincu, Paul Piché fait des études secondaires, collégiales et universitaires, en archéologie.

### Début de carrière
Il devient chansonnier dans des auditoriums et des boîtes à chansons, dont notamment au Cégep Lionel-Groulx de Sainte-Thérèse, puis fait des bars à spectacles à partir de l'âge de vingt ans. C'est au contact de son enseignant au cégep, le cinéaste Pierre Falardeau, qu'il solidifie ses convictions pour l'indépendance du Québec et la justice sociale. Piché réalise à cette époque un documentaire sur les conditions de vie des autochtones de Kahnawake et de la Baie-James intitulé Un problème Indien ou blanc?
Cinq ans plus tard, il obtient un disque platine avec son premier album folk-rock intitulé À qui appartient l'beau temps?, dont plusieurs chansons, telles Mon Joe, Heureux d'un printemps, Y'a pas grand-chose dans l'ciel à soir et Essaye donc pas, sont abondamment diffusées à la radio. Plusieurs artistes reconnus l'accompagnent sur ce disque, dont plusieurs membres de Beau Dommage (Réal Desrosiers, Michel Rivard, Pierre Bertrand et Robert Léger) ainsi que Serge Fiori (Harmonium), Neil Chotem,  Alain Lamontagne, Pauline Lapointe et Mario Légaré du groupe Octobre.
À partir de 1979, il fait des spectacles partout au Québec et en Europe francophone.
À la suite de l'échec du « Oui » au référendum de 1980, Piché se retire pour écrire l'album L'Escalier, qu'il sortira la même année sur étiquette Kébec-Disque. Il est salué par la critique et est désormais un classique de la chanson québécoise.
En 1982, le disque éponyme Paul Piché est paru en formats vinyle 33 tours et cassette audio avec un succès considérable, mais moindre qu'À qui appartient l'beau temps? ou L'escalier. Cet opus est moins connu que les autres albums, notamment parce qu'il ne fut jamais réédité en format CD / numérique comparativement à tous les titres de l'artiste. 
Il réalise la même année l'album Souffle de l'harmoniciste-conteur Alain Lamontagne. Piché y chante la pièce Le moulin de vent. Lamontagne remporte le Félix de l'album instrumental de l'année en 1983.
En 1984, il sort Nouvelles d'Europe sur Audiogram qui contient les pièces Cochez oui cochez non, Ses yeux et Tous les vents.

### Fin des années 1980, début des années 1990
Après s'être absenté deux ans après l'album live L'Intégral de 1986, Paul Piché revient en 1988 avec l'album Sur le chemin des incendies, qui atteint lui aussi le cap des 100 000 copies avec des titres comme J'appelle, Un château de sable et Car je t'aime.
Au printemps 1989, il se produit sur plusieurs scènes dont le Club Soda, le Spectrum, le Théâtre Saint-Denis, le Théâtre Outremont et la salle Wilfrid-Pelletier de la Place des Arts.
On requiert ensuite ses services pour participer aux festivités de la fête de la Saint Jean-Baptiste sur les plaines d'Abraham, ainsi qu'à l'île Sainte-Hélène, devant environ 200 000 personnes. Il rendra hommage à Gilles Vigneault lors de la Fête à Vigneault durant la deuxième édition des FrancoFolies de Montréal.
Piché se produit lors de nombreux festivals d'été, parfois avec d'autres artistes tels Michel Rivard.
En 1993, il lance l'album L'instant contenant notamment la pièce Voilà c'que nous voulons, co-écrite avec Audrey Benoît, un hymne à la souveraineté québécoise.
Puis, en 1994, il est invité à se joindre à un important cortège d'artistes québécois pour la présentation de l'événement La Symphonie du Québec qui a lieu dans le cadre des FrancoFolies de Montréal. Il y interprète quelques chansons accompagné d'un orchestre symphonique dirigé par le chef Gilles Ouellet.
Souverainiste convaincu, l'artiste accepte le rôle de porte-parole des artistes québécois pour la souveraineté, et il participe au grand spectacle Artistes pour la souveraineté qui a lieu au Forum de Montréal à la fin du mois de septembre 1995, quelques semaines avant le deuxième référendum. Déçu du résultat, il œuvre à la cause environnementale tout en demeurant un des artistes les plus identifiés au débat national.
La compilation double intitulée L'Un et l'Autre qui paraît l'année suivante est suivie d'une nouvelle série d'engagements au Québec et en France.

### Le Voyage
Le 9 septembre 1999 (9-9-99), il lance son neuvième album Le Voyage contenant neuf chansons. À cette époque, il s'implique dans des causes écologistes et il se fait notamment le défenseur de l'eau douce, dont le Québec possède des réserves en abondance mais dont les tractations sont sujettes à polémique, tant au niveau de son utilisation que de sa préservation. Sa chanson Ne fais pas ça connait un grand succès.
En septembre 2002, il entreprend un parcours à vélo de 500 kilomètres pour remettre au premier ministre québécois d'alors, Bernard Landry, une supplique lui enjoignant de mettre un frein au programme d'aide à la construction de mini-centrales électriques sur les rivières du Québec, rejoignant par là l'action de la Coalition Eau Secours et leur campagne Adoptez une rivière.
Il accepte de laisser le DJ Ramasutra et une douzaine de ses confrères manipuler un lot d'enregistrements originaux de ses chansons. L'expérience donne lieu à l'album Paluche 3.14 qui paraît en octobre 2004 sur la nouvelle étiquette Jajou.

### Essai etSur ce côté de la Terre
Lors d'une période creuse dans sa création musicale, il est imprégné d'un besoin d'écrire afin de mieux retourner à la chanson ensuite. Il en résultera l'essai Déjà vu, la formule algébrique {\displaystyle {\text{[2(x - 80) + 45]}}} de notre inconscient collectif?, publié en 2007. L'idée principale est une tentative de comprendre l'inconscient collectif occidental, qui ressent souvent le besoin de retour en arrière, et dont le symptôme le plus visible est le cycle des modes. Il va plus loin en précisant, à l'aide de sa formule algébrique (accompagnée d'un tableau afin de simplifier la compréhension) pourquoi et comment le cycle est un mouvement de balancier impliquant non seulement la mode, mais la politique, et presque chaque événement d'envergure.
Le livre sera démoli par la critique, notamment par l'émission Tout le monde en parle et par le journal La Presse.
Le 1er décembre 2009, il sort un nouvel album, Sur ce côté de la Terre. Premier album depuis dix ans, il sera qualifié d' « efficace et ayant du cœur au ventre » par le journal Le Devoir.
Le 7 mai 2023, il est intronisé au panthéon des auteurs et compositeurs canadiens.

## Famille
Paul Piché a un enfant d'une première union et un deuxième d'une seconde relation. Son fils, Léo Piché, a joué aux percussions lors de la réalisation de l'album Sur ce côté de la Terre.

## Discographie
- 1977 : À qui appartient l'beau temps?

1. Heureux d'un printemps
2. Y'a pas grand-chose dans l'ciel à soir
3. Le renard, le loup
4. Réjean Pesant
5. Essaye donc pas
6. La gigue à Mitchounano
7. Jean-Guy Léger
8. Mon Joe
9. Chu pas mal mal parti
10. Où sont-elles?

- 1980 : L'Escalier

1. J'étais ben étonné
2. À côté de toi
3. Les gars d'espérance
4. Un sourire
5. Avec l'amour
6. J'aurai jamais 18 ans
7. La rue Berri
8. Le thème
9. L'escalier
10. La rame

- 1982 : Paul Piché (album) vinyle et cassette seulement

1. Les pleins
2. Ma plume
3. La chanson
4. Quand même chanceux
5. Pense à rien
6. Ti-galop
7. Moi j'raconte des histoires
8. Aujourd'hui
9. Si tu veux

- 1984 : Nouvelles d'Europe

1. Nouvelles d'Europe
2. Dans la forêt
3. Cochez oui, cochez non
4. Jalousie
5. Sans le connaître
6. Ses yeux
7. Quand je perdrai mes chaînes
8. Voilà
9. Tous les vents

- 1986 : Intégral (double compilation live)

1. Ses yeux
2. Un sourire
3. Avec l'amour
4. Voilà
5. Y'a pas grand chose dans l'ciel à soir
6. Mon Joe
7. À côté de toi
8. J'étais ben étonné
9. Essaye donc pas
10. Pense à rien
11. Cochez oui, cochez non
12. Chu pas mal, mal parti
13. Quand je perdrai mes chaînes
14. L'escalier
15. Ti-galop
16. Heureux d'un printemps
17. Ma plume
18. Jalousie
19. Le renard, le loup
20. Moi j'raconte des histoires
21. Nouvelles d'Europe
22. J'aurais jamais 18 ans
23. Les pleins
24. Les gars d'espérance

- 1988 : Sur le chemin des incendies

1. J'appelle
2. Sur ma peau
3. Étrange
4. Je lègue à la mer
5. Car je t'aime
6. Un château de sable
7. L'école des trois boutons
8. Le temps d'aimer
9. La haine

- 1993 : l'Instant

1. L'instant
2. Elle court
3. La boîte aux lettres
4. Qui est là
5. Reste
6. Mon cousin Jacques
7. J'ai fait un vœu
8. Voilà c'que nous voulons
9. Cette lettre

- 1994 : La Symphonie du Québec (spectacle de clôture des FrancoFolies de Montréal)

1. Je voudrais voir la mer (avec Sylvie Tremblay, Michel Rivard, Daniel Bélanger, Laurence Jalbert et Richard Séguin)
2. Quand je perdrai mes chaînes (avec Laurence Jalbert)
3. L'escalier
4. Je lègue à la mer (avec Michel Rivard)
5. Voilà c'que nous voulons (avec Michel Rivard, Daniel Bélanger, Laurence Jalbert et Richard Séguin)

- 1996 : L'un et l'autre (compilation double)

1. Je lègue à la mer
2. L'escalier [version symphonique]
3. Reste
4. À côté de toi
5. Car je t'aime
6. Avec l'amour
7. J'aurai jamais 18 ans
8. Le temps d'aimer
9. La haine
10. Chu pas mal mal parti [live]
11. Étrange
12. Cette lettre
13. Moi j'raconte des histoires [live]
14. Un château de sable
15. Y a pas grand chose dans l'ciel à soir [live]
16. Sur ma peau
17. Réjean Pesant
18. Voilà c'que nous voulons
19. J'appelle
20. Heureux d'un printemps
21. Ses yeux
22. Mon cousin Jacques
23. Les pleins [live]
24. Elle court
25. J'étais ben étonné
26. Cochez oui cochez non
27. Mon Joe
28. Essaye donc pas

- 1999 : Le voyage

1. Le voyage
2. Qu'est-ce que tu vas faire
3. Mauvais calcul
4. Ne fais pas ça
5. À ma hauteur
6. Rien ne m'apaise
7. Le train
8. Je te propose
9. Le retour

- 2004 : Paluche 3.14 (interprétation électronique de chansons de Paul Piché)

1. Mon Joe
2. Réjean-Pesant
3. La haine
4. Mauvais calcul
5. Heureux d'un printemps
6. Étrange
7. Y'a pas grand chose dans l'ciel
8. Le renard, le loup
9. J'appelle
10. L'escalier
11. Ne fais pas ça
12. Reste

- 2009 : Sur ce côté de la Terre

1. Arrêter
2. Victime et assassin
3. La vie
4. Je pense à toi
5. Les ruisseaux
6. Jean riant
7. Rien au monde
8. L'enfant prodige
9. Cette nuit nous appartient
10. Les oiseaux blancs

## Lauréats et nominations

### Gala de l'ADISQ

#### Artistique
| Année | Catégorie                                                  | Pour                                                                 | Résultat   |
| ----- | ---------------------------------------------------------- | -------------------------------------------------------------------- | ---------- |
| 1979  | découverte de l'année                                      | Paul Piché                                                           | nomination |
| 1979  | interprète masculin de l'année                             | Paul Piché                                                           | nomination |
| 1980  | chanson de l'année                                         | L'escalier                                                           | nomination |
| 1980  | microsillon de l'année/auteur-compositeur-interprète       | L'escalier                                                           | nomination |
| 1983  | interprète masculin de l'année                             | Paul Piché                                                           | nomination |
| 1983  | microsillon de l'année/auteur et/ou compositeur-interprète | Paul Piché                                                           | nomination |
| 1985  | auteur et/ou compositeur de l'année                        | Michel Hinton, Pierre Huet et Paul Piché pour Cochez oui, cochez non | nomination |
| 1985  | interprète masculin de l'année                             | Paul Piché                                                           | nomination |
| 1985  | microsillon de l'année                                     | Nouvelles d'Europe                                                   | nomination |
| 1985  | microsillon de l'année - rock                              | Nouvelles d'Europe                                                   | lauréat    |
| 1985  | spectacle de l'année - musique et chansons pop             | Piché, Rivard (avec Michel Rivard)                                   | nomination |
| 1985  | spectacle de l'année - musique et chansons rock            | Nouvelles d'Europe                                                   | nomination |
| 1985  | vidéoclip de l'année                                       | Cochez oui, cochez non                                               | nomination |
| 1985  | vidéoclip de l'année                                       | Nouvelles d'Europe                                                   | nomination |
| 1986  | interprète masculin de l'année                             | Paul Piché                                                           | nomination |
| 1986  | microsillon de l'année - rock                              | Intégral                                                             | nomination |
| 1987  | interprète masculin de l'année                             | Paul Piché                                                           | nomination |
| 1989  | auteur et/ou compositeur de l'année                        | Paul Piché                                                           | nomination |
| 1989  | chanson populaire de l'année                               | J'appelle                                                            | nomination |
| 1989  | interprète masculin de l'année                             | Paul Piché                                                           | nomination |
| 1989  | microsillon de l'année - pop/rock                          | Sur le chemin des incendies                                          | nomination |
| 1989  | spectacle de l'année - pop/rock                            | La tournée de Montréal                                               | nomination |
| 1989  | vidéoclip de l'année                                       | Sur ma peau                                                          | nomination |
| 1990  | chanson populaire de l'année                               | Car je t'aime                                                        | nomination |
| 1994  | auteur ou compositeur de l'année                           | Paul Piché                                                           | nomination |
| 2000  | auteur ou compositeur de l'année                           | Paul Piché                                                           | nomination |
| 2000  | chanson populaire de l'année                               | Ne fais pas ça                                                       | nomination |
| 2000  | interprète masculin de l'année                             | Paul Piché                                                           | nomination |

#### industriel
| Année | Catégorie                                   | Pour                                                                      | Résultat   |
| ----- | ------------------------------------------- | ------------------------------------------------------------------------- | ---------- |
| 1985  | réalisateur de l'année                      | Paul Northfield pour Nouvelles d'Europe                                   | lauréat    |
| 1989  | arrangeur de l'année                        | Marc Gillett, Rick Haworth et Paul Piché pour Sur le chemin des incendies | nomination |
| 1989  | réalisateur de disque de l'année            | Paul Piché pour Sur le chemin des incendies                               | nomination |
| 1991  | émission de télévision de l'année - chanson | Sur le chemin des incendies                                               | nomination |

### Autres prix
- 1990 : Désigné « Personnalité de l'année dans le domaine de la chanson » par La Presse[2].
- 1994 : Désigné « Patriote de l'année » par la Société Saint-Jean-Baptiste[2].
- 2023 : Désigné lauréat « Intronisation au panthéon des auteurs et compositeurs canadiens »[26]